# Валлі
Валлі (The Valley) — столиця Ангільї, одне з 14 дистриктів та головне місто на острові. Станом на 2011 рік у місті проживає 1067 осіб.

## Географія
Місто розташоване в центрі острова, навпроти Крокус Бей і прилеглого Крокус Хілл, найвищої точки острова. Найближчими селами є Північний Сайд, Північний Гілл і Джордж-Гілл.

### Клімат
Клімат Валлі тропічний з сухою зимою і дощовим літом. На всьому острові проходить короткий сухий сезон у період з лютого по квітень і сезон дощів, який займає решту року. Однак тривалий сезон дощів не зовсім передбачає сильні опади, що є характерним для інших карибських міст цих широт, таких як Санто-Домінго і Сан-Хуан. Середні температури у Валлі відносно постійні протягом всього року, коливаючись між 26-29 °C.

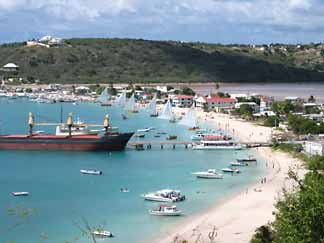
Пляж Валлі

| Клімат Валлі                                            | Клімат Валлі | Клімат Валлі | Клімат Валлі | Клімат Валлі | Клімат Валлі | Клімат Валлі | Клімат Валлі | Клімат Валлі | Клімат Валлі | Клімат Валлі | Клімат Валлі | Клімат Валлі | Клімат Валлі |
| Показник                                                | Січ.         | Лют.         | Бер.         | Квіт.        | Трав.        | Черв.        | Лип.         | Серп.        | Вер.         | Жовт.        | Лист.        | Груд.        | Рік          |
| Абсолютний максимум, °C                                 | 32           | 32           | 32           | 32           | 34           | 32           | 35           | 37           | 36           | 33           | 32           | 32           | 37           |
| Середній максимум, °C                                   | 28           | 28           | 28           | 28           | 30           | 31           | 31           | 31           | 31           | 30           | 29           | 28           | 30           |
| Середня температура, °C                                 | 26           | 26           | 26           | 27           | 27           | 28           | 29           | 29           | 29           | 28           | 27           | 26           | 27           |
| Середній мінімум, °C                                    | 23           | 23           | 23           | 25           | 25           | 26           | 26           | 26           | 26           | 26           | 25           | 24           | 25           |
| Абсолютний мінімум, °C                                  | 18           | 20           | 21           | 20           | 18           | 20           | 22           | 22           | 22           | 22           | 21           | 20           | 18           |
| Норма опадів, мм                                        | 70           | 40           | 40           | 70           | 90           | 70           | 80           | 110          | 110          | 90           | 110          | 90           | 1020         |
| Вологість повітря, %                                    | 77           | 76           | 76           | 76           | 77           | 76           | 76           | 76           | 76           | 77           | 78           | 77           | 76           |
| ------------------------------------------------------- | ------------ | ------------ | ------------ | ------------ | ------------ | ------------ | ------------ | ------------ | ------------ | ------------ | ------------ | ------------ | ------------ |
| Джерело: Weatherbase: Historical Weather for The Valley |              |              |              |              |              |              |              |              |              |              |              |              |              |

## Демографія
| 1048                                   | 1709 | 795 | 1169 | 1067 |
| В період з 1974 по 2011 рік (тис. ос.) |      |     |      |      |